# Echinochalina barba
Echinochalina barba är en svampdjursart som först beskrevs av Jean-Baptiste Lamarck 1813.  Echinochalina barba ingår i släktet Echinochalina och familjen Microcionidae. Inga underarter finns listade i Catalogue of Life.